# Marés González
Marés González, seudónimo de María Inés González Castro (Posadas, 26 de enero de 1925-Santiago, 30 de agosto de 2008) fue una actriz argentina-chilena, de teatro, cine y televisión.
Considerada como «la mejor intérprete femenina del teatro chileno del siglo XX» y, como tal, una de las actrices más influyentes de su tiempo. Admirada por el presidente Salvador Allende Gossens, que se refería a ella como «el talento más grande del país». En 2003 recibió el 6.º Premio Nacional de Artes de la Representación y Audiovisuales de Chile. 
Dictó un aclamado registro interpretativo en papeles protagónicos de grandes clásicos del género épico en el Teatro Nacional entre el período de 1950 y 1990, donde fue reconocida por su fuerte independencia, profunda voz y soberbia figura sobre los escenarios. Tras su muerte en 2008, se le atribuyó el apelativo de la «última diva del teatro chileno».

## Biografía
María Inés González Castro nació en la localidad de Posadas, Argentina. Es hija de inmigrantes españoles radicados en Argentina. Tiene dos hermanas artistas visuales. Junto a su familia, vivió toda su infancia en la Provincia de Misiones. En su adolescencia, se mudó a Buenos Aires para estudiar dibujo técnico al Instituto Grafotécnico. Para financiar sus necesidades, trabajó como diseñadora de modas en la agencia de publicidad Albatros.
En 1946 conoció a Pierre Eppelin, un francés residente en Chile, que se encontraba de paso por Buenos Aires, con el que contrajo matrimonio en 1947. En el mismo año, se radicaría junto a Eppelin en Santiago de Chile, donde luego sería madre de Claudia. En Santiago consiguió su primer trabajo como dibujante técnico en la Editorial Zig-Zag y paralelamente ejerció la costura en un pequeño taller de su hogar. 
En 1952 ingresó a estudiar a la Escuela de Teatro Experimental de la Universidad de Chile (TEUCh), donde se inscribió a escenografía teatral, carrera que rápidamente dejó por su interés hacia la interpretación escénica, egresando como actriz en 1954 con la obra Noche de Reyes, de William Shakespeare. 

## Carrera artística

### Irrupción en el teatro (1950-1956)
Egresada de la Universidad de Chile, formó parte de la compañía. Su primera aparición sobre el escenario fue en el Teatro Municipal de Santiago en 1952, en el drama heroico de Lope de Vega titulado Fuenteovejuna, en un pequeño papel. En el programa de mano no aparece con el nombre que la haría famosa, sino como Inés González. La primera vez que aparece su nombre es en 1953, con su nombre definitivo: Marés González.
Su figura, voz, estatura, distinción y presencia escénica llamaron la atención desde la primera vez. Como parte del Teatro Experimental de la Universidad de Chile, protagonizó: El círculo de tiza caucasiano, Santa Juana, Noche de Reyes, Mama Rosa, Doña Rosita la soltera, Seis personajes en busca de autor, Hedda Gabler y Macbeth, entre otras. En la compañía de teatro, compartió escena con María Cánepa y Pedro Orthous. 

### Éxito en el Teatro Nacional (1956-1966)

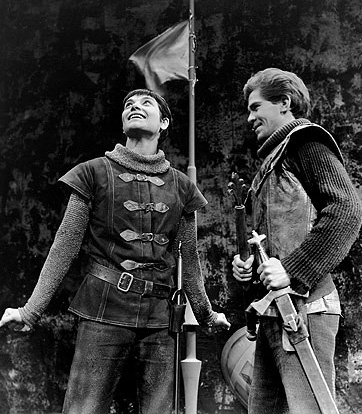
Marés González y Eduardo Barril en la obra Santa Juana de 1964.

En 1959, protagonizó la obra La ópera de tres centavos, de Bertolt Brecht. Por esos años en la compañía de teatro universitaria, era un acontecimiento social, político y artístico. La obra fue un éxito total, y González fue la estrella indiscutible de aquella presentación. Entre los espectadores se encontraban figuras como Jorge Alessandri y Pablo Neruda. La actriz era una de las figuras del reparto universitario, entre sus admiradores se encontraba el político y Presidente de la República, Salvador Allende. «Una y otra vez Salvador Allende estará en el Antonio Varas con Tencha, pasará a saludar a Marés al término de la función, le enviará una tarjeta, unas flores», relata Eduardo Labarca en su libro Salvador Allende, una biografía sentimental. «En esa época yo era famosa verdaderamente», argumentó la actriz al autor del libro.
En 1962, Marés protagonizó la obra de Lope de Vega, El perro del hortelano, en el papel de Diana, condesa de Belflor. Papel por el que fue reconocida como la Mejor Actriz de teatro de 1962, por el círculo de periodistas. Al mismo tiempo, representaba a Floridema en la obra Ánimas de día claro de Alejandro Sieveking, bajo la dirección de Víctor Jara, papel que también fue elogiado por la crítica.

### Cuba y teatro social (1967-1973)
En 1967, gracias a una beca gestionada por Allende, se fue a dictar clases de teatro por cuatro años a La Habana, Cuba, con el objetivo de enriquecer y fortalecer sus conocimientos en la conducción de un modelo de teatro social y colectivo. Si bien se integró al plantel académico de la Escuela Nacional de Teatro, su instancia en dicho país se prolongó hasta colaborar en voluntariados comunitarios y en la realización de algunos montajes de teatro. Al año siguiente, el director Tomás Gutiérrez Alea, le ofreció el papel principal de la película cubana Una pelea cubana contra los demonios (1971), cuya participación le permitió debutar en cine.
En 1970, Salvador Allende asumió su cargo de Presidente de la República, causando el regreso de la actriz al país. De vuelta en Chile, con la finalidad de traspasar su conocimiento y compromiso con el teatro social, fue nombrada como la primera mujer directora de la Escuela de Teatro de la Universidad de Chile, cargo que ejerció entre 1970 y 1973. Ante la necesidad de la actriz para continuar con su obra social, Allende contribuyó a la Universidad de Chile, la creación del grupo popular, llamado Nuevo Teatro, que tenía la necesidad de exponer la experiencia de vida, de teatro y de luchas de clase obrera y campesina, acercando el mundo universitario con la lucha social. Ella siguió actuando, creciendo su popularidad y animando a los directores a dirigir papeles específicos para ella. No obstante, conforme su vínculo con Allende y su ideología se hacía más fuerte, su carrera interpretativa se iba ralentizando, y no consta que interpretara ningún papel entre 1970 y 1973, cuando sólo intervino en el Teatro Nacional con Fulgor y muerte de Joaquín Murieta, de Neruda.
En enero de 1972, dirigió un montaje —supervisado por Víctor Jara— sobre la matanza de la Escuela Santa María de Iquique en conmemoración los cincuenta años del Partido Comunista en Chile (PCCH) ante un masivo acto en el Estadio Nacional. Asistió el presidente Salvador Allende, José Tohá, Gladys Marín, Volodia Teitelboim, entre tantas otras personalidades políticas y culturales del país. El 5 de diciembre, Marés junto a otros artistas, realizaron una intervención en el Estadio Nacional para homenajear al reciente Premio Nobel de Literatura, Pablo Neruda. El multitudinario acto, contó con la asistencia del Ministro del Interior, Carlos Prats y otras autoridades. 
En mayo de 1973, estrenó en el Cine Gran Palace, el relato del sencillo Canto para una semilla de Inti Illimani, en homenaje a Violeta Parra. En el mismo año, estuvo a cargo de un ciclo de teatro exhibido en Televisión Nacional de Chile.

### Exilio político (1973-1979)
En 1973, comenzó a participar activamente en actos públicos en apoyo al gobierno socialista de Allende. El país desde hacía meses vivía en una tensión creciente y el rumor de un inminente golpe de Estado crecía imparablemente. Advertida de los primeros movimientos golpistas en contra de Allende, el 8 de septiembre de 1973, su hija junto a otros artistas, decidieron refugiarse de manera clandestina en Buenos Aires.
Tras el golpe de Estado del 11 de septiembre de 1973, encabezado por el general Augusto Pinochet en contra del gobierno del socialista Salvador Allende, la actriz se encontraba a cargo de la dirección del Departamento de Teatro de la Universidad de Chile (DETUCH). Marés y otros integrantes, fueron expulsados y sufrieron la persecución de la dictadura militar; algunos partieron al exilio, mientras que otros comenzaron a trabajar por mantener compañías de teatro independientes.
En este periodo, Marés González fue declarada «persona peligrosa» por Pinochet, cuyo nombre aparecía en las listas negras del régimen militar. Ante la persecución, la actriz logró obtener exilio político en Grecia, y luego se radicó en Francia, donde continuó actuando en el teatro en la ciudad de Aviñón. «El exilio fue atroz, espantoso. Pero tuve suerte en un sentido: hice teatro todo el tiempo. El teatro es maravilloso. Porque pase lo que te pase en el alma o el cuerpo, te subes al escenario y se te borró todo».[cita requerida]
Su primera incursión en teatro en Francia fue en 1974 con la obra Quelle heure peut-il etre à Valparaíso, de Neruda, en el Théâtre Nanterre-Amandiers, junto a Héctor Pavez, Gracia Barrios y José Balmes. Luego se incorporó a la prestigiosa Nouvelle Compagnie d’Avignon de Andre Benedetto, participando en obras montadas en el Théâtre des Carmes. En 1976, encargó a Aleksándra Kolontái, en el papel principal de la obra Òpera d’Avignon. «Actué en papeles muy diversos, y pude salvar la barrera del idioma a fuerza de voluntad. También hice máscaras, fabriqué utilería, pinté decorados, casi infinidad de trajes, diagramé afiches, escribí artículos. Es increíble la cantidad de cosas que se pueden realizar obligada por la necesidad y el amor al teatro». También actuó en Les drapiers jacobins (1976), Parcours Vénitien (1977), Saint-Féniant et Dame Paresse y Ville à vif (ambas en 1978).

### Retorno a Chile (1980-1989)
En 1979, Marés González regresó a Chile por orden del Partido Comunista, ante las inestables condiciones de protección que se encontraba en Francia. El panorama del país había cambiado; la dictadura militar había clausurado las salas de teatro, transformándolos en compañías de teatro de comedia burda, espectáculos y revistero. Mientras que las escuelas de teatro universitarias habían sido intervenidas bajo una estricta censura en sus contenidos, y gran parte de los actores, al igual que Marés, se encontraban vetados artísticamente.  
El plan de integrarse al teatro falló, y las aspiraciones económicas comenzaron a surgir rápidamente. Su primer trabajo fue como secretaria de la empresa de buses Andes Mar Bus. Pese a no exigir nada, el núcleo laboral reconoció a la actriz. Marés regresó a los escenarios públicos a finales de 1979, algo extraordinario para una persona que se encontraba vetada por el régimen militar. Su regreso fue con el espectáculo Cabaret, dirigido por Hernán Baldrich, producido por la Compañía de Danza Mobile entre 1979 y 1980.
Después de la reapertura de los teatros, el Teatro UC reunió a Marés y Ana González en la obra de Friedrich Schiller, María Estuardo, bajo la dirección de Raúl Osorio. La actriz hizo una gloriosa reaparición teatral encarnando a la reina María I de Escocia, mientras tanto Ana, interpretó a su hermana, la reina Isabel I de Inglaterra. El regreso triunfante de Marés a los roles dramáticos sobre los escenarios le otorgó el reposicionamiento artístico que había perdido tras su exilio político. Gracias a su interpretación, la actriz recibió diversos premios, entre ellos, el Premio Chilena Consolidada a la Mejor actriz de teatro.
Al año siguiente, siguió colaborando en el Teatro UC e interpretó a la reina Margarita en la obra El rey se muere, de Eugène Ionesco.
En 1981, marcó su debut en telenovelas, actuó junto a Jael Unger y Walter Kliche en la exitosa producción La madrastra, de Canal 13. Tras finalizar la telenovela, Marés recibió mayoritariamente críticas hacia su personaje, quien era la antagonista de la trama. Al año siguiente, optó por realizar una gira nacional de teatro protagonizando La Celestina, del Teatro Itinerante, dirigido por Edgardo Bruna. Pese a esto, realizó una pequeña participación en La noche del cobarde (1983). Más tarde, protagonizó Las Herederas, adaptación de la telenovela brasilera Corrida do ouro, bajo la dirección de Regis Bartizzaghi.

### Reveses profesionales (1990-1999)
En el retorno a la democracia, a comienzos de 1990, la televisión hizo un cambio de sus rostros; con el objetivo de querer fomentar una especie de amnesia histórica, para lograr avanzar en la transición. Es por eso que los actores y actrices no debían estar involucrados con algún partido político o la dictadura; por supuesto, esto perjudicó a Marés. Durante la década, se le vio en algunas producciones televisivas con personajes más bien pequeños, también incursionó en el teatro independiente con montajes de poca trascendencia. 
Se integró al cuerpo docente de la Academia Club de Teatro. Entre 1990 y 1991 participó en obras del Teatro Nacional, entre ellas, Pantaleón y las visitadoras, La comedia española y Juan Gabriel Borkman.
Luego del declive en su carrera, Marés tomó medidas para convertirse en su propio instrumento de trabajo. Comenzó a elaborar productos alimenticios para la venta en los sets de televisión y fue así como los directores comenzaron a llamarla para roles pequeños en telenovelas. Entre 1992 y 1993, fue parte del reparto de dos exitosas telenovelas; Trampas y caretas de Televisión Nacional y Marrón Glacé de Canal 13.
En 1996, el alcalde Jaime Ravinet y la Municipalidad de Santiago, reconocieron su trayectoria artística y le otorgaron el Premio Municipal de Teatro de Santiago.
No volvió a trabajar en televisión hasta 1997 cuando fue convocada para actuar en la telenovela Eclipse de luna, junto a Malú Gatica. La telenovela recibió críticas mediocres y, aunque su elenco fue suficiente para atraer una leve audiencia, no cumplió con las expectativas de Canal 13, lo que generó el despido del director. En el mismo año, estrenó en el Teatro Cariola,  la obra Entre Pancho Villa y una mujer desnuda.
Regresó rápidamente a la actuación en Fuera de control (1999), de Pablo Illanes, en el rol antagónico de Leora Valdés, una mujer que sometía a torturas psicológicas a su hija, interpretada por Gloria Munchmeyer. Marés demostró que era una actriz sorprendente, logrando muy buenas críticas, incluso del propio Illanes. Pese a lograr críticas positivas por su actuación, la telenovela no obtuvo una buena recepción. En el mismo año, fue dirigida por Rodrigo Pérez en la obra Fedra, de Jean Racine, en el rol de Teramedes, compartiendo créditos con Claudia Di Girolamo.

### Resurgimiento (2000-2005)
En 2000 interpretó a uno de los mejores papeles de su carrera en televisión, la amarga inglesa Victoria North en Romané, dirigida por Vicente Sabatini. La telenovela batió récords de audiencia durante el primer semestre, siendo la producción más taquillera de ese año y batió récords de mayor recaudación para TVN. Romané marcó el inicio de la etapa más exitosa de su carrera en televisión. Compartió créditos con Claudia Di Girolamo, Francisco Melo, Francisco Reyes y José Soza. Durante los siguientes años fue incluida por Sabatini en su compañía de actores estables. 
En su siguiente telenovela, Pampa Ilusión (2001), actuó con Héctor Noguera y Rodrigo Pérez, en un papel que refleja su propia vida, la de una diva del teatro en decadencia tratando de aferrarse a su trayectoria en plena crisis financiera de la oficina salitrera Humberstone en 1935. Marés fue elogiada por su trabajo en las primeras reseñas, que le dieron atracción principal por sobre otras actrices de reparto. La telenovela fue un éxito a nivel financiero y su trabajo como la primera actriz Elena Moncada le dio el Premio Apes a la mejor actriz de reparto. 
Sabatini continuó con su compromiso de resurgir la popularidad de Marés. Fue incorporada a la comedia alocada de El circo de las Montini (2002), junto a Claudia Di Girolamo y Delfina Guzmán, donde interpretó los toques de comedia de la telenovela con seguridad, bajo su papel de la tuerta Rita. Su caracterización fue aclamada por la alta audiencia, y con el paso del tiempo se transformó en un Icono pop. 
Después del estreno de El circo de las Montini, al año siguiente, se integró al drama Puertas adentro (2003), que tuvo una recepción similar. En la telenovela interpretó a una anciana asesora del hogar, que no acepta la condición homosexual de su hermano (Luis Alarcón), debido a que en el pasado había sido abusada por su jefe (Eduardo Barril), producto de esta violación y bajo un contrato de silencio, su hija (Claudia Di Girolamo) debía trabajar para él. En abril de 2003, recibió la Medalla al Mérito Cultural Profesor Pedro de la Barra de la Universidad de Chile por creación y difusión de la cultura en Chile. En septiembre de 2003, por su trayectoria artística, el Gobierno de Chile le otorgó el Premio Nacional de Artes de la Representación y Audiovisuales de Chile.

«Es una vida dedicada al teatro y sabemos que es una vida muy dura, llena de satisfacciones, pero dolorosa».
Marés González, septiembre de 2003

Con su reputación en un nivel elevado, Televisión Nacional implementó una reducción económica al área dramática, debido a la exitosa irrupción de telenovelas de Canal 13. Muchos actores tenían miedo de abandonar la estabilidad del sistema de contratos anuales en ese momento, pero las atribuciones económicas que recibió gracias al Premio Nacional de Arte, le permitió estabilidad, que otras actrices veteranas como Violeta Vidaurre y Mireya Moreno, no contaron con la misma suerte. El reconocimiento estatal de Marés le sirvió para firmar un contrato por un período de dos años con la televisión pública. 
Marés regresó a Televisión Nacional en el verano de 2004 para representar a doña Carmen Valdivia de Sotomayor en Los Pincheira. El director Vicente Sabatini le otorgó un rol antagónico que le permitió desenvolverse en el drama de manera excepcional. Se exigió más que en cualquier otro momento de su vida a una edad en que la mayoría de las actrices de su generación comenzaban a retirarse o quedar sin trabajo. La telenovela fue bien recibida por la crítica y consiguió llegar mucho a la audiencia. En el mismo año, se subió a los escenarios por última vez, con 80 años de edad, en la obra Provincia Kapital, en Matucana 100. 
La siguiente telenovela de Marés fue Los Capo (2005), con Luis Alarcón, Elsa Poblete y Álvaro Morales que fue mal recibida. La octava telenovela con Sabatini se estrenó en 2005: una superproducción dramática ambientada en la colonización italiana en Chile de 1900. Marés tuvo asistir a clases de italiano para encarnar a la condesa Edda Orticelli. La crítica fue poco efusiva y las pérdidas financieras de Televisión Nacional se dispararon, dando por término la Época de Oro de las telenovelas de Sabatini. En el momento de crisis, la carrera de Marés había sido afectada de manera significativa por la creciente crisis económica de TVN. Vista por algunos como peligrosamente decadente, no se le ofreció trabajo durante 2006, quedando en una cesantía artística.

### Últimos años (2006-2008)
No volvió a trabajar hasta 2007, cuando apareció en algunos capítulos de la telenovela Fortunato, en un rol antagónico. En el mismo año, intervino en un episodio de La vida es una lotería. Su última aparición en televisión fue el 30 de septiembre de 2007 en el episodio Balmaceda de exitosa serie Héroes de Canal 13, interpretando a la fiel sirvienta, Rufina Lagos.
La salud de Marés González comenzó a declinar a mediados de 2007 tras su cesantía. En abril de 2008 se le diagnosticó cáncer de paladar (algunos medios señalaron que se trataba de un cáncer a la nariz). Durante este proceso, la actriz fue acompañada por su sobrina, María Pizarro y por la actriz y representante de ChileActores, Esperanza Silva. «Yo me quedé cesante, me faltó el oxígeno, me deprimí, y me agarré esta enfermedad», le confesó la actriz a Esperanza Silva.

«A veces pienso que me gustaría morir sobre el escenario, pero ya no lo hice. Me hubiera gustado morir actuando en Provincia Kapital (2004), pero no ocurrió. Ahí la gente me aplaudió, de pie, como lo hacían antes.»
Marés González, 8 de mayo de 2008

## Fallecimiento
Marés González falleció por causa de una falla multisistémica, a las 22:40 de la noche del 30 de agosto de 2008, a la edad de 83 años, en el Hospital Barros Luco Trudeau, recinto en el que se encontraba internada desde el 27 de ese mes.
El 1 de septiembre, los restos de Marés fueron trasladados al Teatro Nacional Chileno, donde se realizó su velorio, al cual asistieron artistas y personalidades del mundo del arte, la cultura y la televisión para rendirle un homenaje póstumo sobre el escenario del teatro, donde se encontraba su féretro, rodeado de los trajes de los personajes más emblemáticos que interpretó en su trayectoria artística.
Su cuerpo fue incinerado en el Parque del Recuerdo, y sus cenizas fueron sepultadas en el Cementerio Parroquial de El Totoral, en la localidad de El Quisco. El 30 de agosto de 2014, ChileActores realizó una ceremonia para trasladar las cenizas de la actriz al mausoleo del Sindicato de Actores en el Cementerio General de Santiago.

## Vida privada

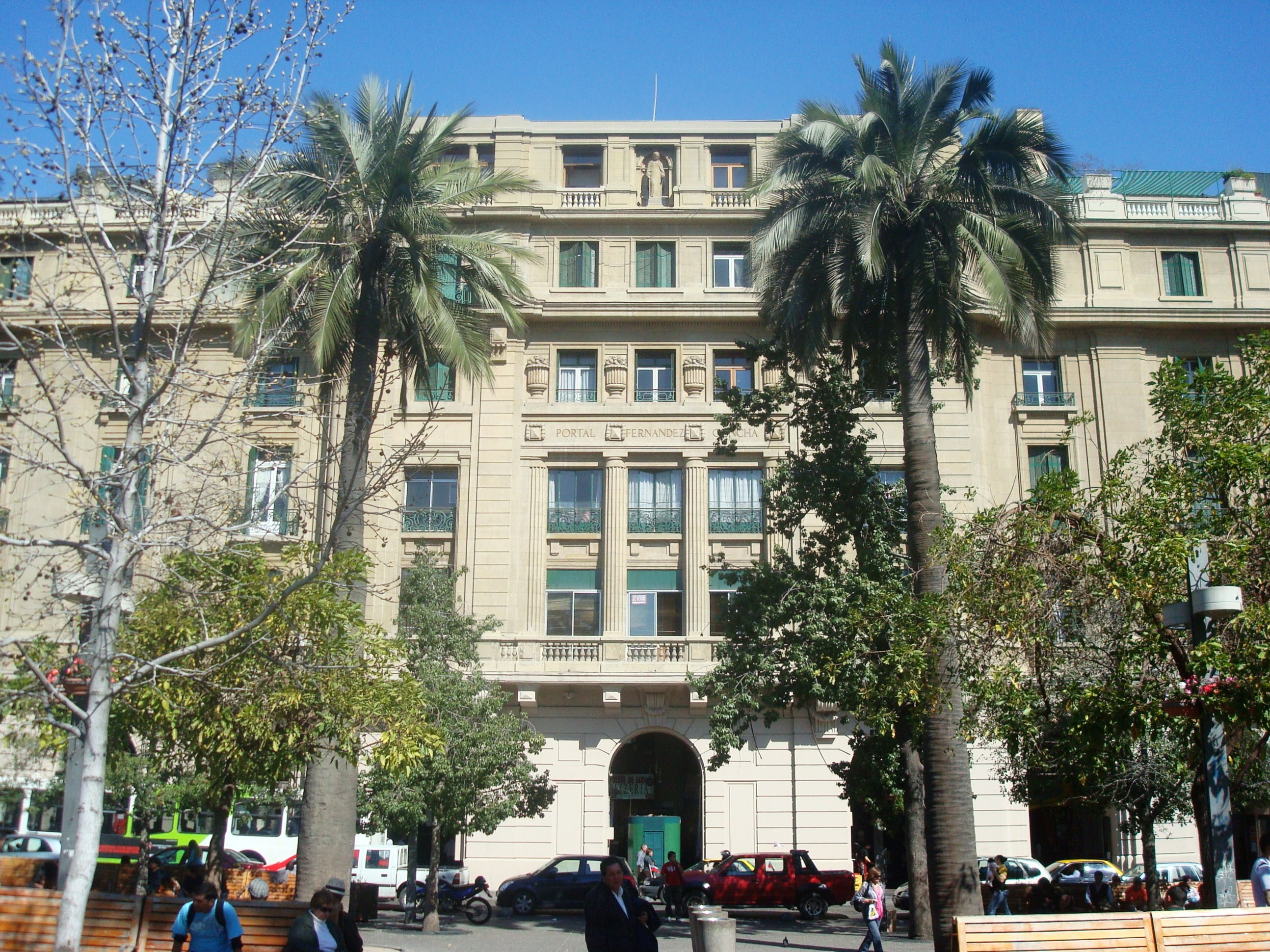
El Portal Fernández Concha fue el lugar de residencia de la actriz durante sus últimas tres décadas.

En Argentina conoció al francés Pierre Eppelin —quien por aquel entonces radicaba en Chile—, contrajo matrimonio en 1948, y tuvo una hija llamada, Claudia.  Una de sus últimas parejas conocidas por los medios de comunicación fue el actor de teatro Fernando Bordeu.
La actriz fue abiertamente activista del Partido Comunista de Chile (PC) en tiempos de dictadura militar. Participó activamente en la campaña televisiva Franja del No en el Plebiscito nacional de Chile de 1988.
En Chile se le involucró sentimentalmente con el presidente de la República Salvador Allende, quien la admiraba artísticamente, según el libro Salvador Allende, una biografía sentimental del autor Eduardo Labarca.

## Legado
Tras su muerte en 2008, se le atribuyó el apelativo de «la última diva del Teatro Chileno» por la fuerte y soberbia presencia escénica de la actriz sobre el escenario. Es considerada como «la mejor intérprete femenina del teatro chileno del siglo XX». 
Entre sus admiradores se contaban personalidades del mundo del arte y de la política, entre ellos el presidente Salvador Allende, con quien se le vinculó sentimentalmente, el presidente Jorge Alessandri y el poeta Pablo Neruda. Otros admiradores de la actriz han sido Hortensia Bussi, Víctor Jara, Atahualpa del Cioppo, Volodia Teitelboim, José Balmes, Gracia Barrios, Malú Gatica, Bélgica Castro, Carmen Barros, Luis Alarcón, Sonia Mena, Fernando González Mardones, Yael Unger, Ana Reeves, Claudia Di Girolamo, Maricarmen Arrigorriaga, Pablo Illanes, entre otros. 

## Premios
- 1956: Premio Círculo de Críticos de Arte a la Mejor actriz de teatro por su interpretación en Hedda Gabler.
- 1959: Premio Círculo de Críticos de Arte a la Mejor actriz de teatro por su interpretación en La ópera de los tres centavos.
- 1962: Premio Círculo de Críticos de Arte a la Mejor actriz de teatro por su interpretación en El perro del hortelano.
- 1962: Premio Asociación de Periodistas de espectáculos a la Mejor actriz de teatro por El perro del hortelano.
- 1965: Premio Círculos de Críticos de Arte a la Mejor actriz de teatro por su interpretación en Santa Juana.
- 1982: Premio Chilena Consolidada a la Mejor actriz de teatro por María Estuardo.
- 2001: Premio Asociación de Periodistas de espectáculos a la Mejor actriz de reparto en televisión por Pampa Ilusión.

## Reconocimiento
- La Municipalidad de Santiago le otorgó el Premio Municipal de Teatro de Santiago en 1996, por su trayectoria artística.
- En 2003 recibió el reconocimiento a su obra, el Gobierno de Chile le otorgó el Premio Nacional de Artes de la Representación y Audiovisuales de Chile.
- En 2003, obtuvo la Medalla Rectoral de la Universidad de Chile por su contribución artística en la casa de estudios.
- La Universidad de Chile en 2003, le otorgó la Medalla al Mérito Cultural Profesor Pedro de la Barra, por su trayectoria artística.
- Desde 2019 se otorga en su honor, el Premio Marés a la excelencia dramática femenina de la temporada en televisión.

## Obras representadas (selección)
| Título                                 | Año  | Autor                  | Personaje             | Teatro                                            | Director             |
| -------------------------------------- | ---- | ---------------------- | --------------------- | ------------------------------------------------- | -------------------- |
| Fuenteovejuna                          | 1952 | Lope de Vega           |                       | Teatro Municipal de Santiago                      |                      |
| El viejo celoso                        | 1953 | Miguel de Cervantes    |                       | Teatro Experimental Universidad de Chile (TEUCH)  |                      |
| Noche de Reyes                         | 1954 | William Shakespeare    | Viola / Sebastián     | Teatro Experimental Universidad de Chile (TEUCH)  | Pedro Orthous        |
| Doña Rosita la soltera                 | 1954 | Federico García Lorca  | Manola Tercera        | Teatro Experimental Universidad de Chile (TEUCH)  | Pedro Mortheiru      |
| La violación de Lucrecia               | 1955 | Andrés Obey            |                       | Teatro Experimental Universidad de Chile (TEUCH)  | Pedro Orthous        |
| Las de Caín                            | 1955 | Joaquín Álvarez        |                       | Teatro Experimental Universidad de Chile (TEUCH)  | Pedro de la Barra    |
| Fuerte Bulnes                          | 1955 | María Asunción Requena |                       | Teatro Experimental Universidad de Chile (TEUCH)  | Pedro Orthous        |
| Las preciosas ridículas                | 1956 | Molière                |                       | Teatro Experimental Universidad de Chile (TEUCH)  | Domingo Piga         |
| El alcalde de Zalamea                  | 1956 | Calderón de la Barca   | Isabel Crespo         | Teatro Experimental Universidad de Chile (TEUCH)  | Jorge Lillo          |
| Hedda Gabler                           | 1956 | Henrik Ibsen           | Hedda Gabler          | Teatro Experimental Universidad de Chile (TEUCH)  | Agustín Siré         |
| Mama Rosa                              | 1957 | Fernando Debesa        | Leonor Solar          | Teatro Experimental Universidad de Chile (TEUCH)  | Agustín Siré         |
| Seis personajes en busca de autor      | 1957 | Luigi Pirandello       |                       | Teatro Experimental Universidad de Chile (TEUCH)  | Eugenio Guzmán       |
| Las brujas de Salem                    | 1957 | Arthur Miller          |                       | Teatro Experimental Universidad de Chile (TEUCH)  | Domingo Piga         |
| Baile de ladrones                      | 1957 | Jean Anouilh           |                       | Teatro Experimental Universidad de Chile (TEUCH)  | Agustín Siré         |
| La verdad sospechosa                   | 1958 | Juan Ruiz de Alarcón   | Jacinta               | Teatro Experimental Universidad de Chile (TEUCH)  | Pedro Orthous        |
| La fierecilla domada                   | 1958 | William Shakespeare    |                       | Teatro Experimental Universidad de Chile (TEUCH)  | Frank MacMullan      |
| Discípulos del miedo                   | 1958 | Egon Wolff             |                       | Teatro Experimental Universidad de Chile (TEUCH)  | Eugenio Guzmán       |
| Lady Macbeth                           | 1959 | William Shakespeare    |                       | Teatro Experimental Universidad de Chile (TEUCH)  | Pedro Orthous        |
| El camino más largo                    | 1959 | María Asunción Requena |                       | Teatro Experimental Universidad de Chile (TEUCH)  | Eugenio Guzmán       |
| La ópera de tres centavos              | 1959 | Bertolt Brecht         | Jenny Diver           | Teatro Experimental Universidad de Chile (TEUCH)  | Eugenio Guzmán       |
| La casa de Bernarda Alba               | 1960 | Federico García Lorca  | Martirio              | Teatro Experimental Universidad de Chile (TEUCH)  |                      |
| Bertolo en la corte                    | 1961 | Máximo Dursi           | La Reina              | Instituto del Teatro Universidad de Chile (ITUCH) |                      |
| Ánimas de día claro                    | 1962 | Alejandro Sieveking    | Floridema             | Instituto del Teatro Universidad de Chile (ITUCH) | Víctor Jara          |
| Un enemigo del pueblo                  | 1962 | Henrik Ibsen           | Catalina              | Instituto del Teatro Universidad de Chile (ITUCH) | Pedro Orthous        |
| El perro del hortelano                 | 1962 | Lope de Vega           | Diana                 | Instituto del Teatro Universidad de Chile (ITUCH) | Domingo Tessier      |
| El círculo de tiza caucasiano          | 1963 | Bertolt Brecht         | Grusche Vachnadzc     | Instituto del Teatro Universidad de Chile (ITUCH) | Atahualpa del Cioppo |
| Otelo                                  | 1964 | William Shakespeare    | Emilia                | Instituto del Teatro Universidad de Chile (ITUCH) | Jorge Elliott        |
| Variaciones para muertos de percusión  | 1964 | Jorge Díaz             | Aleluya               | Instituto del Teatro Universidad de Chile (ITUCH) | Claudio D Girolamo   |
| Santa Juana                            | 1965 | Bernard Shaw           | Juana de Arco         | Instituto del Teatro Universidad de Chile (ITUCH) | Pedro Orthous        |
| Fulgor y muerte de Joaquín Murieta     | 1972 | Pablo Neruda           |                       | Instituto del Teatro Universidad de Chile (ITUCH) | Pedro Orthous        |
| Quelle heure peut-il etre à Valparaíso | 1974 | Pablo Neruda           |                       | Théâtre des Amandiers                             | Pierre Debauche      |
| Ópera d'Avignon                        | 1976 | André Benedetto        | Alejandra K           | Théâtre des Carmes                                | André Benedetto      |
| Les drapiers jacobins                  | 1976 | André Benedetto        | Olympe                | Théâtre des Carmes                                | André Benedetto      |
| Parcours Vénitien                      | 1977 | André Benedetto        |                       | Théâtre des Carmes                                | André Benedetto      |
| Saint-Féniant et Dame Paresse          | 1978 | André Benedetto        |                       | Théâtre des Carmes                                | André Benedetto      |
| Ville à vif                            | 1978 | André Benedetto        |                       | Théâtre des Carmes                                | André Benedetto      |
| Cabaret                                | 1979 | Hernán Baldrich        |                       | Teatro Apoquindo                                  | Hernán Baldrich      |
| María Estuardo                         | 1980 | Friedrich Schiller     | María Stuardo         | Teatro UC                                         | Raúl Osorio          |
| El rey se muere                        | 1981 | Eugène Ionesco         | Reina Margarita       | Teatro UC                                         | Ramón Núñez          |
| La Celestina                           | 1982 | Fernando de Rojas      | Celestina             | Teatro Itinerante                                 | Edgardo Bruna        |
| Última edición                         | 1983 | Jorge Marchant Lazcano |                       |                                                   | Fernando González    |
| Fidelia y Colombina                    | 1983 | Enrique Lafourcade     | Fidelia               | Teatro UC                                         | Augusto Góngora      |
| Te llamabas Rosicler                   | 1986 | Luis Rivano            |                       |                                                   | Fernando González    |
| Aquí no paga nadie                     | 1987 | Dario Fo               | Antonia               | Teatro El Conventillo                             | Edgardo Bruna        |
| Pantaleón y las visitadoras            | 1989 | Mario Vargas Llosa     | Leonor Curinchilla    | Teatro de Cámara                                  | José Andrés Peña     |
| La comedia española                    | 1991 | Jaime Silva            | Isabel la católica    | Teatro Nacional Chileno                           | Fernando González    |
| Juan Gabriel Borkman                   | 1991 | Henrik Ibsen           | Gunhild Borkman       | Teatro Nacional Chileno                           | Fernando González    |
| Roberto Zucco                          | 1992 | Bernard-Marie Koltès   | La madre              | Teatro Nacional Chileno                           | Alejandra Gutiérrez  |
| Diagnosis                              | 1994 | Ignacio Calvache       |                       | Goethe Institut                                   | Ignacio Calvache     |
| Entre Pancho Villa y una mujer desnuda | 1997 | Sabina Berman          | Madre de Pancho Villa | Teatro Cariola                                    |                      |
| Fedra                                  | 1999 | Jean Racine            | Teramenes             | Teatro Nacional Chileno                           | Rodrigo Pérez        |
| Más Zarzuela                           | 2003 |                        |                       | Sala Telefónica                                   | Eduardo Soto         |
| Provincia Kapital                      | 2004 | Bertolt Brecht         | Dios                  | Matucana 100                                      | Rodrigo Pérez        |

## Filmografía
| Película                             | Año  | Personaje        | Director             |
| ------------------------------------ | ---- | ---------------- | -------------------- |
| Valparaíso                           | 1959 |                  | Boris Hardy          |
| Una pelea cubana contra los demonios | 1971 | Laura            | Tomás Gutiérrez Alea |
| No eran nadie                        | 1981 | Malva Hernández  | Sergio Bravo         |
| Johnny cien pesos                    | 1993 | Pasajera del bus | Gustavo Graef-Marino |
| Los Náufragos                        | 1994 | Águeda           | Miguel Littín        |
| Aventureros del fin del mundo        | 1998 | Aventurera       | Miguel Littín        |
| El niño que enloqueció de amor       | 1998 | Alicia           | Alberto Daiber       |
| No tan lejos de Andrómeda            | 1999 | Andrómeda        | Juan Vicente Araya   |
| Cinco marineros y un ataúd verde     | 1999 | Madame           | Miguel Littín        |
| Un regalo para el alma               | 2003 | Alma             | Patricio Espinoza    |
| Fiestapatria                         | 2007 | Gabriela         | Luis R. Vera         |

## Telenovelas
| Título | Año                            | Papel                       | Canal               |
| ------ | ------------------------------ | --------------------------- | ------------------- |
| 1981   | La madrastra                   | Luisa San Lucas             | Canal 13 (Chile)    |
| 1982   | La noche del cobarde           | Dalia Venezia               | Canal 13 (Chile)    |
| 1983   | Las herederas                  | Gilda Diaz Steiner          | Canal 13 (Chile)    |
| 1984   | Andrea                         | Emilia Cardemil             | Canal 13 (Chile)    |
| 1985   | La trampa                      | Minerva Marinka             | Canal 13 (Chile)    |
| 1985   | El prisionero de la medianoche | Blanca Hamilton             | Canal 13 (Chile)    |
| 1986   | Secreto de familia             | Rosario Garagaytía de Barca | Canal 13 (Chile)    |
| 1988   | Vivir así                      | Emilia Martínez             | Canal 13 (Chile)    |
| 1989   | La intrusa                     | Elisa Miralta               | Canal 13 (Chile)    |
| 1992   | Trampas y caretas              | Zulema Moya                 | Televisión Nacional |
| 1993   | Marron glacé                   | Marta Silva                 | Canal 13 (Chile)    |
| 1997   | Eclipse de luna                | Fanny O'Neal                | Canal 13 (Chile)    |
| 1999   | Fuera de control               | Leora Valdés                | Canal 13 (Chile)    |
| 2000   | Romané                         | Victoria North              | Televisión Nacional |
| 2001   | Pampa Ilusión                  | Elena Moncada               | Televisión Nacional |
| 2002   | El circo de las Montini        | Rita Muñoz                  | Televisión Nacional |
| 2003   | Puertas adentro                | Sara Gallegos               | Televisión Nacional |
| 2004   | Los Pincheira                  | Carmen Valdivia             | Televisión Nacional |
| 2005   | Los Capo                       | Edda Orticelli              | Televisión Nacional |
| 2007   | Fortunato                      | Agustina Balmaceda          | Mega                |

| Título | Año                       | Papel                            | Canal               |
| ------ | ------------------------- | -------------------------------- | ------------------- |
| 1990   | Teleduc                   | Catalina de los Rios y Lisperger | Canal 13 (Chile)    |
| 1992   | Estrictamente sentimental | Agustina Rebolledo               | Televisión Nacional |
| 2006   | Mea culpa                 | Manuela Ríos                     | Televisión Nacional |
| 2006   | La vida es una lotería    | Nonna                            | Mega                |
| 2007   | Héroes: Balmaceda         | Rufina Lagos                     | Canal 13 (Chile)    |

## Discografía

### Sencillos
- 1973-1978 - Canto para una semilla (junto a Inti-Illimani e Isabel Parra, en calidad de relatora).
- 1995 - Recados de Gabriela Mistral (junto Barroco Andino y el coro de niños de la Universidad de Talca, en calidad de relatora).

También participó en la bella cantata "El Canto General" sobre textos de Pablo Neruda con el grupo Aparcoa siendo la relatora del texto de la obra.

### Videos musicales
| Año  | Título     | Artista  | Director    |
| ---- | ---------- | -------- | ----------- |
| 1997 | Olor a Gas | Los Tres | Germán Bobe |